# 逃亡者 (2020年のテレビドラマ)
『逃亡者』（とうぼうしゃ）は、2020年12月5日と6日にテレビ朝日開局60周年記念ドラマとして2夜連続で放送されたテレビドラマ。1963年から1967年にかけてアメリカABCで放送されたテレビドラマ『逃亡者』のリメイク作品。監督は『相棒』『ハゲタカ』などを手がけた和泉聖治、主演は渡辺謙。

## キャスト
※登場人物の下にある原作は1993年に公開された映画バージョンに準拠している。

### 逃亡者と追跡者
加倉井一樹（かくらい かずき）
原作 - リチャード・キンブル
演 - 渡辺謙
帝都医科大学付属病院の教授。外科医。山岳部OB。
妻の陽子および家政婦を殺害した容疑で逮捕され、死刑判決を受ける。3年後、護送中の襲撃に乗じて、自らの冤罪を晴らし真犯人を見つけ出すべく逃走を図る。
保坂正巳（ほさか まさみ）
原作 - サミュエル・ジェラード
演 - 豊川悦司
警視庁特別広域捜査班の班長で階級は警視。ノンキャリア。
データより経験を重視する叩き上げで現在の地位まで上り詰めてきた。かなりの強硬派であり周囲を震え上がらせるほどの執拗さで犯人を追い詰める。

### 逃亡者をめぐる人物
加倉井陽子（かくらい ようこ）
原作 - ヘレン・キンブル
演 - 夏川結衣
主人公・加倉井一樹の妻。良家の子女。
山本治美（やまもと はるみ）
演 - 柳谷ユカ
加倉井家の家政婦。池田和恵の叔母。
宮島光彦（みやじま・みつひこ）
原作 - チャールズ・ニコルズ
演 - 杉本哲太
帝都医科大学付属病院の教授。内科医。冷静に物事を対処するタイプであり、人望が厚い。山岳部OB。
石森卓（いしもり すぐる）
原作 - アレックス・レンツ
演 - 村田雄浩
帝都医科大学付属病院の教授。外科医。加倉井、宮島とは大学の同期。釣りの最中の事故死。
大磯智久（おおいそ ともひさ）
原作 - フレデリック・サイクス
演 - 宇梶剛士
元警視庁警部補。警視総監賞を2本取ったたたき上げの元刑事。猟銃を持った男を捕まえた時に左腕をなくし、左腕が義手。
菅野小百合
原作 - キャシー・ワーランド
演 - 前田亜季
帝都医科大学の准教授。加倉井の教え子。
青木陽一
演 - 中丸新将
青木弁護士事務所の弁護士。
大久保礼芸（おおくぼ れげー）
原作 -
演 - 火野正平
古着店の店主。
沢村八郎
演 - 山本學
帝都医科大学の名誉教授。加倉井の恩師。
松崎美里（まつざき・みさと）
原作 - アン・イーストマン
演 - 稲森いずみ
東日本大学病院の教授。内科医。優秀な医師。加倉井や宮島と同じ大学の後輩。宮島の愛人。
米本花江（よねもと はなえ）
原作 -
演 - 余貴美子
窃盗の常習犯。山梨の田舎で暮らす主婦で、逃亡中の加倉井を匿う。

### 追跡者に関わる人々
保坂の部下たちは原作におけるコズモ・レンフロ、ボビー・ビックス、プール、ノア・ニューマンの役割を担っている。
鴨井航（かもい わたる）
演 - 三浦翔平
警視庁特別広域捜査班所属で階級は警部。FBIで研修を積み、帰国したキャリア。班長の保坂とは対立している。
柏木弥生（かしわぎ やよい）
演 - 原沙知絵
警視庁特別広域捜査班所属で階級は警部補。射撃は警視庁内でも屈指の腕前。公安部出身であり、保坂の過去を知る唯一の班員。
近藤俊也（こんどう としや）
演 - 藤本隆宏
警視庁特別広域捜査班所属で階級は警部補。
高田栄太（たかだ えいた）
演 - 岩男海史
警視庁特別広域捜査班所属で階級は巡査部長。
浅野和志（あさの かずし）
原作 - ロゼッティ刑事
演 - 篠井英介
警視庁警備部長。3年前は警視庁捜査一課の刑事で階級は警部。加倉井を逮捕した張本人。

### その他
大牟田哲也
演 - 金井勇太
警視庁捜査一課の刑事。
今村
演 - 小沢和義
警視庁新宿東警察署のマトリ。達川茂を逮捕する。
嶋岡正彦
演 - 天野慶久
無差別テロ事件首謀者。死刑囚。
天地寛治
演 - 宮本大誠
東京拘置所の刑務官。移送班班長。
村西和昭
演 - 永倉大輔
山梨県警の刑事。
福岡
演 - 長田成哉
東日本大学病院の医師。
中村文平
演 - BOB
死刑囚。
串田紘一
演 - 谷遼
東京拘置所の刑務官。
達川茂
原作 - モーテルのオーナーの息子
演 - 新羅慎二
珠子の息子。覚醒剤所持の現行犯で逮捕される。
池田和恵
演 - 中島ひろ子
山本治美の姪。
細田博之
演 - 福澤朗
検事。
恩田浩
演 - 村上竜司
左腕が義手。警視庁東高輪警察署に留置されている。
岩井
演 - 中薗光博
地域課の警察官。
倉島
演 - 出合正幸
地域課の警察官。
アナウンサー 1
演 - 羽鳥慎一
アナウンサー 2
演 - 斎藤ちはる
リポーター
演 - 久保田直子
リポーター
演 - 野上慎平
羽鳥・斎藤・久保田・野上の4人は本物のアナウンサー。
達川珠子
原作 - キンブルをかくまっているモーテルの女性オーナー
演 - 銀粉蝶
旅館「松枝」のオーナー。

## スタッフ
- 原作 - ロイ・ハギンズ「The Fugitive」
- 日本語版脚本 - 吉本昌弘
- 脚本監修 - 石橋冠
- 監督 - 和泉聖治
- 音楽 - 吉川清之
- 法律監修 - 本山信二郎
- 警察監修 - 古谷謙一
- 医療監修 - 関根和彦、松本慎一
- 特殊造型デザイン - 百武朋
- スタント&アクション- スタントチームゴクウ
  - アクションコーディネーター - 江澤大樹（補佐：雲雀大輔）
- カースタント - ウェルムーブ
- ガンエフェクト - 早川光
- チーフプロデューサー - 五十嵐文郎（テレビ朝日）
- プロデューサー - 藤本一彦（テレビ朝日）、神田エミイ亜希子（テレビ朝日）、山形亮介（角川大映スタジオ）、石塚紘太（角川大映スタジオ）
- 制作協力 - 角川大映スタジオ
- 制作著作 - テレビ朝日、ワーナー・ブラザース・インターナショナル・テレビ・プロダクション

## 特別広域追跡班〜ヒトリヨガリの科学捜査官〜
ABEMAとTELASAで2020年12月6日から本編終了後配信される。
逃亡者・加倉井を“追う刑事”たちにスポットを当て物語は、本編にも登場する警視庁特別広域捜査班のメンバー・鴨井航の視点で進行する。

### キャスト
小倉周平
演 - 駒木根葵汰
永峰茉由
演 - 黒木ひかり

#### 放送リスト
| 話数 | 放送日        | 視聴率 |
| ---- | ------------- | ------ |
| 前編 | 2020年12月5日 | 11.8%  |
| 後編 | 2020年12月6日 | 13.9%  |